# Sendai Belle Fille
Sendai Belle Fille est un club japonais de volley-ball fondé en 2011  et basé à Sendai, évoluant pour la saison 2013-2014 en V.Challenge Ligue.

## Effectifs

### Saison 2013-2014
Entraîneur : Hidemasa Sasaki  Japon